# CIRCLEさーくる
『CIRCLEさーくる』（サークルさーくる）は、榊による日本の4コマ漫画作品。「まんがタイムきららキャラット」（芳文社）にて2007年2月号から2012年3月号にかけて連載された。また、同誌の姉妹各誌にも時折ゲスト掲載がされていた。

## 概要
タイトル通りに大学サークルの漫画研究会を舞台にした作品であるが小ネタの類はなく、メンバーが織り成す日常を題材としている。初回はキャラット本誌刊行時期に合わせ、かなたたちが一年次の冬の話から始まっているが、作中の時間は23話で1年のように独自にゆっくり進んでいるため、夏の号に冬の話が掲載されるということもある。
なお、作者にとっては初の商業オリジナル作品である。

## 登場人物
登場人物はほとんどが姓のみで呼び合っているため、フルネームが判明していないキャラが多い。漫研メンバーの姓については中央線の、メンバー以外の人物については山手線を中心とした首都圏JR線の駅名に同一もしくは近い名称がある。

### 漫研メンバー

#### 主人公と同級生
作品内では、大学1年→2年→3年と成長している。学業成績は、3名ともにかなり優秀である。
小金井 かなた（こがねい かなた）
本作の主人公。文学部に所属。金髪のショートヘアで、右耳の上に1つ、左耳の上に2つ、緑色のヘアピンを着けている。瞳は濃いカーキ。年齢に対して背と胸が小さいことを気にしている。たまに「胸が大きめに見える」ことがあるが、それはパッドを入れているためで、実際には限りなく平坦。口元には八重歯が光る。
大学近くのアパートで、1人暮らしをしている。雪で電車が止まったり、翌日にサークルのイベントがあって朝が特に早い時など、藤野を泊めることがある。通学は、自転車か徒歩。
やや幼い見かけに反し、料理が上手い。
非常に明るく、能天気とも言えるほど快活。運動神経もよく、たいていのスポーツができる。また、何かと両手を体側45度に上げるポーズを披露する。
名の「かなた」は、「彼方」からと思われることが多いが、実は「叶多」、つまり「いろいろな願いがたくさん叶う子であるように」という意味。ただ、字面がかわいくないとの理由で、ひらがなの「かなた」とされた。
藤野からは「かなちゃん」と呼ばれる。
寒さには強い。真冬でも大きめの上着に短いズボンを着用していることが多く、しばしば「はいてない」ように見える（四ツ谷に数回指摘された）。また、お尻と太ももが大きめに描かれている。
作品は、漫画が中心。イラストはあまり描かない。ただし、境に対抗してか、雑誌投稿はよくやっている（が、ほとんど採用されない）。
カラオケでは、アニメ声が出せる。しかし、音程はやや微妙。
境に好意を抱いているものの、なかなか告白できないでいたが、3年の学園祭が終わったある日に境の方から告白され恋人同士になった。
ゴキブリが苦手。部室に出現した時は、思わず悲鳴を上げた。
高校の頃は、漫研には所属していなかった。
境の会長就任と同時に、渉外・編集局長に就任する。
境 栄（さかい さかえ）
この学年では唯一の男子。経済学部に所属。金髪で、かなりボサボサ。横顔が額からあごまで一直線で描かれるほど、ややいかつい顔つきだが、性格は優しい。連載初期を除いて基本的に「糸目」で描かれる。身長がかなり高い。
大学近くのアパート（小金井が住むアパートとは別）で、1人暮らしをしている。食事はほとんど外食かコンビニ弁当で、冷蔵庫はほぼいつも空っぽ。通学は、自転車か徒歩。
高円寺たちの役員引退後、第30代の漫研会長となる。
作品は、イラストが中心。その上手さは先輩たちも認めるところで、雑誌に投稿した作品がよく採用されている。自前のパソコンを持ってから1か月足らずでCGイラストの技術を習得し、周囲を驚かせた。
小金井に好意を抱いているものの、こちらも打ち明けられなかったが、3年の学園祭が終わったある日に告白し恋人同士になった。
SD小金井を描くのが得意で、部内のイラスト帳「漫研ノート」に「小金井フライ（海老フライ風の小金井）」「た小金井焼き（たこ焼き風の小金井）」「タル小金井（胴体が木樽の小金井）」、さらにはタル小金井からの派生で「小金井危機一髪」などを描いたことがある。更に3年の学祭では、小金井の顔ぬいぐるみを作り上げ、終了後本人にプレゼントした。
小金井以外にも藤野を何回か描いたこともあり、3巻とびらにて『漫研部員SD化計画』として1年先輩、1年後輩までのイラストを披露している。
高校の頃は、学校に漫研自体がなかった。
兄弟は姉が一人いる。
藤野 綾（ふじの あや）
法学部に所属。濃いモスグリーンのストレートロングヘア。瞳は濃いマリンブルー。バストが90cm以上で、スタイルもよい。そのため、小金井や後輩の女子部員たちには羨ましがられている。小金井には「あやちゃん」、品川には「ふじのん」と呼ばれている。
実家住まいで、大学へは電車で片道1時間ほどをかけて通学している。
いつも笑顔を絶やさない「優しいお姉さん」タイプ。小金井とは親友で、スキンシップとしてよく抱き合っている。ただ、譲れないところはあるようで、小金井に2回ほど「物理的ツッコミ」を入れたことがある。
作品は、漫画・イラストともにこなす。
境の会長就任と同時に、副会長および総務・財務局長に就任する。
高校の頃にも漫研に所属し、副部長を務めた。また、生徒会も兼務し、そこでも副会長を務めた。役員交代の時、小金井・境ともに「綾ちゃん/藤野は副会長だろう」と思わせたほどの“永遠の副会長”。

#### 主人公の先輩
作品内では、大学2年→3年→4年と成長している。女性2名は非常に優秀だが、男性3名は単位を落としまくり、卒業が危ぶまれている。
高円寺（こうえんじ）
男子。連載当初の漫研会長（第29代）。すぐ上の学年のメンバーがおらず、会長を2年間務めた。黒髪のショートヘアで、四角い枠の眼鏡をかけている。その奥が描かれることは皆無で、目が描かれたのは過去に一度だけである。
実家か1人住まいかは不明だが、電車で通学している。
漫研会長だったがほとんど絵は描かず（会誌にも掲載は1ページのみ）、「生涯一消費者を貫く」と宣言している。漫研女子たちには「会長顔過ぎる」と言われた。
小金井に好意を抱いているが、境の好意の強さを知っており、一歩引いた立場にいる。
手が小さく、小金井の手とほぼ同サイズ。また、小学校低学年の頃から小金井と指相撲をした大学3年の冬まで、女性の手に触ったことがなかった。
四ツ谷（よつや）
理系学部所属（そのためか、白衣を着たまま部室に立ち寄ることが多い）の女子。ゆるくウェーブがかかり、ボリュームのある金髪のロングヘア。大きな眼鏡をかけている。瞳は濃いカーキ。
気さくな性格で、よく『○○の女神』と名乗ってサプライズを仕掛ける。スタイルは藤野と同じくらいよい。上野原と信濃には、高円寺と付き合っているのかと思われていた。
卒業後は就職ではなく、現在所属している研究室へ進む予定（大学院生?）。
立川（たちかわ）
男子。境と似た、ボサボサのショートヘア。
藤野に好意を抱いている。単行本1巻のおまけでクイズの問題にされるほど、出番がない。
日野（ひの）
男子。角刈りがトレードマーク。大きめの鼻、線目が特徴。同年の3人の中では、最も恰幅がよい。
大学の近くで1人住まい。雪で電車が止まった時など、高円寺や立川を泊めることがある。
立川と同じく藤野に好意を抱いていて、2人で「いいよな～」などと言っている。立川よりも多少出番があり、外見の特徴で少し目立っている。
高円寺が会長の間、編集局長を務めた。
神田（かんだ）
女子。濃いモスグリーンのショートヘア。瞳はダークグリーン。境と併せて2大巨人と呼ばれるほど、背が高くスタイルもいい美人。比較的物静かだが、時に（本気・冗談ともに）的確な一言を発する。
料理（後片づけを含む）がまったくダメで、新歓バーベキューでも「食べて遊ぶ」だけに徹する。
途中まで海外留学をしていた。姓にちなみ、「ゴッド」という愛称を持つ。だが、その外見と雰囲気に反し、しばしば子供じみたイタズラを仕掛ける。新入生に漫画の描き方を教える境を見て「境君って漫研の先輩みたいだな」と、自分の立場を忘れたかのような発言をしたこともある。

#### 主人公の1年後輩
作品内では、大学1年→2年と成長している。学業成績は、平均かそれ以上。
上野原 泉（うえのはら いずみ）
女子。濃いモスグリーンのショートヘア。瞳はダークグリーン。小金井と同じぐらいの小柄な体格。
大学の近くで、1人住まいをしている。
信濃の入部までは同学年で唯一の女子だった。絵を描き始めたのは大学入学後。そのため漫画用の原稿用紙を見たことがなかった。漫研メンバーでは小金井と並ぶ貧乳（夏合宿では四ツ谷から「Wまな板」と言われたことも）。ファミレスでバイトをしている。
貯めたバイト代でデジタルカメラを買い、漫研での「カメラ係」を自任している。
ミステリーなど、怖い話が苦手。スキー合宿で「それ以上言うと、夜トイレに行く時叩き起こす」とか「もしくは、ここでします」と言い放ち、女子部屋メンバーを脅した。
三鷹（みたか）
男子。そこそこのイケメンで、女性受けするセリフを言うのが上手く、小金井には「女の子慣れしている」と分析された。
上野原と同じく、漫画用原稿用紙を見たことがなかった。
小金井に好意を抱いて、本気でアプローチしたことがあったがうまく伝わらず、不発に終わっている。
信濃のアプローチを受けるものの、女の子慣れと悪乗りがあってかツッコミまれやすい。
進級に伴い、境の後を受けて第31代の漫研会長となる。
中野（なかの）
男子。ボサボサのショートヘアに横長の眼鏡と、パッとしない外見。
立川と同じく、単行本のおまけでクイズのネタにされるほど出番が少ない。登場は三鷹とほぼセットで、彼の妄想に冷ややかなツッコミを入れることがある。
上野原に好意を抱いている。
信濃（しなの）
女子。サーモンピンクのロングヘアを、首のあたりで1束にまとめている。また、耳の上の毛束は前方に垂らしている。瞳もサーモンピンク。胸はそこそこある模様。
新勧シーズンではなく、1年の学祭後に入会した。同学年のためか上野原と仲がよい。絵は入部前から元々描けていた（本人曰く「初期ステータスが高いのは途中参加キャラの特権」）。
2年の新歓バーベキュー大会辺りから三鷹に好意を少しずつ抱いていくが、三鷹の悪乗りが災いかツッコミに回ることが多い。
漫画の他にも裁縫が得意で、2年の学祭には猫のぬいぐるみを作り上げ、終了後は漫研の備品となった。
作者によると「信濃さん」と入力しようとしてよく「信濃産」と誤変換され、イラッとするらしい。

#### 主人公の2年後輩
作品内では、大学1年。
王子（おうじ）
男子。日野と似た風貌で、やや大柄で短髪。眉毛も太く、また鼻が大きめ。横長の眼鏡をかけている。
本名から「プリンス」と呼ばれることが多い。
市ヶ谷（いちがや）
男子。ややボサボサのショートヘアで、これといった活躍が見られない。立川・中野に続く「目立たないキャラ」を継承しつつある。
猿橋（さるはし）
女子。ボリュームのあるショートヘアを、サークルでは唯一のポニーテールにしている。胸はそこそこのボリュームがある。
この学年では一番活発な元気娘。姓にある「猿」を意識しているのか「モンキー」と自称したり、「ウキ」という叫び声を出したりする。
入学式の前に漫研の部室へ来たが、入会届の提出は王子や市ヶ谷に先を越された。
鳥沢（とりさわ）
女子。ややボサボサのショートヘアで、頭頂部に1束のアホ毛がある。大きめの眼鏡をかけている。猿橋には「トリー」と呼ばれている。
この学年では、最後に入会した。まだ、目立った行動が見られない。

### 漫研以外の人物

#### 小金井の同級生
小金井・藤野と親しい友人たちの女子4人。全員、語学クラスが同一（中国語）。
全員が、小金井から「境が描いた“SD小金井”」の画像をいくつも送られている。これらは好評で、境に直接会って新作をリクエストしたがっている（が、小金井に止められている）。
品川（しながわ）
金髪のショートヘア。瞳は濃いカーキ。小金井にはシナと呼ばれる。胸は92cmの巨乳。友人4人組の中では、唯一の彼氏持ち。
小金井たちからは「それくらい胸に資本があればねえ」と羨まれている。彼氏とのラブメールを、小金井に転送したことがある。
仲よしグループのリーダー格で「ボス（猿）」と呼ばれることもある。
小金井から「小金井危機一髪」の画像を送られ、大爆笑した。
大崎（おおさき）
サーモンピンクのセミロング。小金井からはサキちゃんと呼ばれる。第1話から出ていたのに、3巻まで長らく本名が出なかった。
いつか運命の男性から、学食から出る時に突然声をかけられると思っている等、軽い妄想癖がある。
馬場（ばば）
ライトブラウンの、軽くウェーブしたセミロング。瞳はブラウン。表情が柔らかく、性格も穏やか。
いまだ彼氏がいないことを嘆く大崎をなぐさめる等、優しい性格。
他メンバーがスイーツを食べている中で1人だけパスタを食べる等、やや食いしん坊。
高田（たかだ）
黒髪のショートヘア。瞳はグレイ。
4人の中では一番の常識人で、何かと脱線する面々へ冷ややかにツッコミを入れる。

#### その他
大久保（おおくぼ）
女子。四ツ谷が所属する研究室のメンバー。小金井との抱き心地を比べるため、四ツ谷に抱きつかれた。
境 理香（さかい りか）
境の姉で、境が2年の時点で26歳の社会人。小金井、藤野と仲のよい境を「幸せモノ」と評した。彼氏はいない模様。

## 主な舞台
大学（だいがく）
学校名は不明。登場人物たちが通学している。理系学部・文系学部ともにある総合大学。東京都内にあるらしい。
文化系のクラブやサークルの部室のみがある「部室棟」という建物がある。
漫画研究会（まんがけんきゅうかい）
大学の同好会（サークル）の1つ。部室棟の4Fに部室がある。略称は「漫研（まんけん）」。
部室には「漫研ノート」が常備され、イラストや漫画などを自由に描ける。また、同人誌や漫画関係の資料の他、先輩から受け継がれた講義の対策ノートなどもある。
電気ポットやコーヒーなどのお茶類の他、鍋やコンロもある。
新人勧誘用の「立て看板」は、初代会長から代々受け継がれてきたものだが、絵柄は毎年前年の1年生が考案したものに描き替えられる。
毎年、学祭への参加はもちろん、サークル独自のものも含めて、多くのイベントを行う。詳細は漫研のイベントを参照。
年2回、会誌を発行する。誌名は「漫魂」。
部室の鍵は、2年生と3年生の全員と「鍵当番」のみが持つことを許されている。また、朝は鍵当番が鍵を開けるまで、他の部員は（鍵を持っていても、少なくとも規定の時刻までは）入室しないことになっている。このため、鍵当番は「朝は誰よりも早く来る」ことになっている。
室内の区画か、別室かは不明だが「説教部屋」という場所が存在するらしい。
学内でも有名な存在で、大学側から学報に掲載する「学長の似顔絵」を毎年依頼される。

## 漫研のイベント
年度（4月～翌年3月）期間で、順に以下のイベントを実施している。
新人勧誘（しんじんかんゆう）
新入生の勧誘。大学側が認める期間中、キャンパス内に大きな看板を立て、その前に長机と椅子を置いて数人の部員が座り、興味を持った新入生に活動内容などを説明する。また、看板の付近で通行する新入生に声をかけて勧誘する。
新歓バーベキュー（しんかんバーベキュー）
入会した新入生の歓迎と、サークルになじんでもらうことを主目的として、郊外のデイキャンプ場で行う日帰りイベント。例年「夏川渓谷」で行う。
食材の切り出しは女性メンバー、テント設営やかまど作りは男性メンバーの役割。
正式入会前の新入生でも、本人が希望すれば参加可能。
毎回、男性メンバーの誰かが川へ放り込まれる。
夏合宿（なつがっしゅく）
夏休み中に行う。毎年、行先・宿泊先を変えるのが慣例となっている。高原のリーズナブルな宿を利用することが多い（たいていはペンションを借り切る）。
漫画やイラストを描くのではなく、部屋から出て大自然を満喫することで見聞を広め、その後の作品制作に活かすのが主な目的。
合宿中はハイキング、肝試し、釣り、虫集めなどのイベントを行う。
学祭の準備（がくさいのじゅんび）
11月の学祭に向け、10月に行う準備作業。展示用のパネル作成やイラストの制作など。大きな展示物は、他の文化系サークルとともに大学のラウンジを借りて制作する。
学祭（がくさい）
11月上旬に行われる、大学の恒例行事。数日間続けて開催される。
漫研は教室を1つ借りて参加し、作品の展示、会誌やグッズの販売、ゲームコーナー運営などを行う。
部員はシフトを決め、交代で来訪者の応対を行う。
冬の会誌制作（ふゆのかいしせいさく）
学祭の後、11月下旬を締切として、各自が原稿を制作する。
原稿は編集局長に提出し、会誌としてまとめられる。
クリスマスのサプライズ
クリスマスイブの前日の12月23日の夜、2年生以上がこっそり部室に集まり、部室内を一夜にしてクリスマスバージョンに改装して、翌日に来る1年生部員を驚かせる企画。
新春イベント（しんしゅんイベント）
正月明けの1月4日から大学の授業が始まるまでの間、たまたま部室に来てしまった“暇人”たちが適当に企画・実行する。
具体的には、連れ立って初詣に行ったり、部室でシークレット鍋パーティを開催したりする。
スキー合宿（スキーがっしゅく）
2月に行う。往復は夜行バスだが、特に体格が大きい境の隣席は狭くなるため、男性メンバーは誰が境の隣になるかをじゃんけんで決める。
夏合宿とは違い、都心では見られない風景などを制作の参考にすることが目的となっている。
役員にとっては最後のイベントであり、最終夜には役員メンバーだけが集まって、思い出話に花を咲かせる。
役員交代（やくいんこうたい）
3年生が担当してきた役員を2年にバトンタッチする、漫研にとって非常に重要なイベント。その性格上、メンバーは全員が必ず正装で参加する。また、部室ではなく別の会議室などを借りて行う。
新役員の発表、新役員の挨拶、各局の引き継ぎ、の順に行われる。なお、引き継ぎの間、1年生は新勧用の立て看板のデザインについての話し合いを行う。
新勧準備（しんかんじゅんび）
3月下旬、新入生の勧誘方法について、新役員を中心に話し合い、部員を獲得するための作戦を練る。また、立て看板の描き替えや、チラシの制作なども行う。
この時期に、新入生が部室の前に来ることがある。小金井は部室の前までで帰ったが、猿橋は部室内に入り、「新入生がフライングで来る」という都市伝説を現実のものにした。
その他のイベント
不定期あるいは突発的に、飲み会・花見・ボウリング大会・部室での鍋パーティなどが行われることがある。また、女性メンバーが突然スタイルを揃える「タートルネックデー」や「メガネデー」などがある。
飲み会では、大学の最寄り駅の「伝言板の前」で会長が終了宣言をして完了となる。その後、会長以下の役員は全員が解散する（帰宅の途につくか、2次会へ行く）のを確認することになっている。

## 単行本
芳文社より「まんがタイムKRコミックス」として刊行されている。第1巻は、作者初のコミックスとなっている。
1. 第1巻（2007年12月26日発売 2008年1月10日第1刷発行） ISBN 978-4-8322-7670-3
2. 第2巻（2008年12月25日発売 2009年1月9日第1刷発行） ISBN 978-4-8322-7764-9
3. 第3巻（2010年1月27日発売 2010年2月11日第1刷発行） ISBN 978-4-8322-7882-0
4. 第4巻（2011年4月27日発売 2011年5月12日第1刷発行） ISBN 978-4-8322-4021-6
5. 第5巻（2012年2月27日発売 2012年3月13日第1刷発行） ISBN 978-4-8322-4116-9